# Rivière Maskinongé (Lac Saint-Pierre)
Der Rivière Maskinongé ist ein 53 km langer linker Nebenfluss des Sankt-Lorenz-Stroms in den Verwaltungsregionen Lanaudière und Mauricie der kanadischen Provinz Québec.

## Flusslauf
Der Rivière Maskinongé hat seinen Ursprung im Lac Maskinongé an den Hängen der Laurentinischen Berge. Er fließt in überwiegend südlicher Richtung durch die MRC D’Autray und Maskinongé. Drei Schichtstufen liegen entlang dem Flusslauf. Die bedeutendste der drei wird vom Rivière Maskinongé mittels der Stromschnellen der Chutes de Sainte-Ursule überwunden. Dabei weist der Fluss ein Gefälle von 45 m auf einer Flussstrecke von 400 m auf. Die Gemeinde Maskinongé liegt am Unterlauf des Flusses. Der Rivière Maskinongé mündet schließlich gegenüber der Insel Île à l’Aigle in das westliche Ende des Lac Saint-Pierre. Er entwässert ein Areal von 1140 km². Der mittlere Abfluss beträgt 20 m³/s.

## Etymologie
Maskinongé ist der französische Name für die Muskellunge, eine nordamerikanische Hecht-Art.